# Pieter Jacob Cosijn

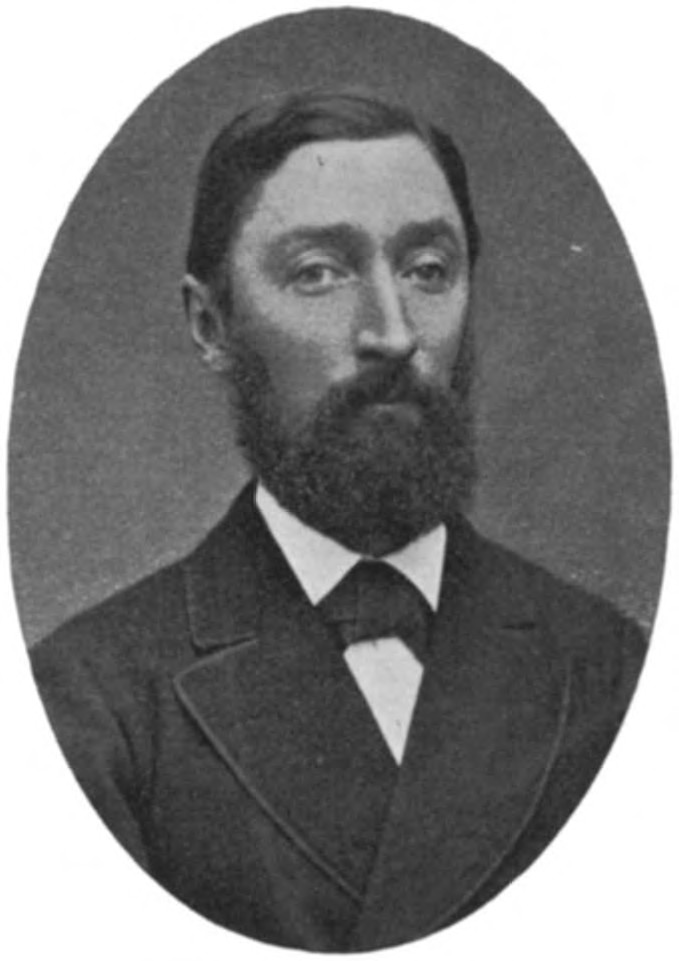
Pieter Jacob Cosijn

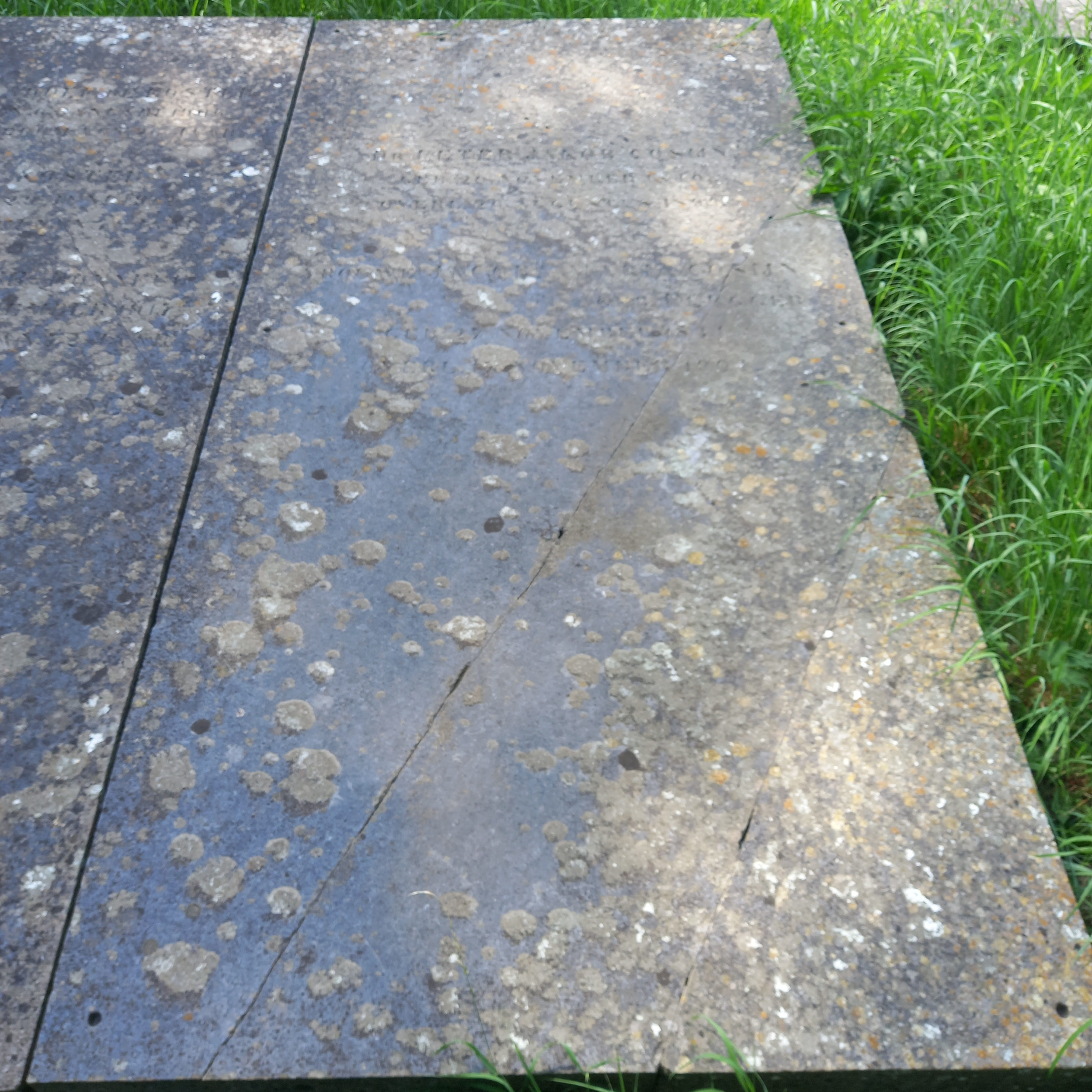
Das Grab von Pieter Jacob Cosijn und seiner Ehefrau Jacoba Maria Plügger auf dem Friedhof Groenesteeg in Leiden

Pieter Jacob Cosijn (* 29. November 1840 in Rijswijk; † 26. August 1899 in Leiden) war ein niederländischer Literaturwissenschaftler und Philologe.

## Leben
Pieter Jacob war der Sohn des Marineinspekteurs Adrianus Cosijn (* 15. Oktober 1806 in Gouda; † 10. September 1887 in Den Haag) und der Johanna Lesire Muller (* 23. März 1809 in Curacao; † 4. Juli 1878 in Delft). Seine Kindheit verbrachte er in Hellevoetsluis, Doesburg, Den Helder und ab Mai 1848 in Gouda. In Gouda besuchte er ab September 1853 das Gymnasium und ab dem 14. Mai 1855 das Gymnasium in Utrecht. Im September 1857 bezog er die Universität Utrecht um ein Rechtsstudium in Angriff zu nehmen. Jedoch wechselte er bald an die philosophische Fakultät um Literatur zu studieren. Hier wurden Simon Karsten (1802–1864), Jacques Adolphe Charles Rovers (1803–1874), Lodewijk Gerard Visscher (1797–1859) und dessen Nachfolger Willem Gerard Brill (1811–1896) seine prägendsten Lehrer.
Am 1. April 1863 wurde er Konrektor in Winschoten und promovierte am 26. Juni 1865 in Utrecht mit der Abhandlung Commentatio literaria continens Annotatiunculas ad Aristophanis Ranas in klassischer Literatur. Nach seiner Promotion wurde er Lehrer für niederländische Sprache und Literatur an der H. B. S. und dem Gymnasium in Haarlem. Hier wurde er 1871 Mitarbeiter am Woordenboek der Nederlandsche Taal, am 19. April 1877 wurde er Mitglied der königlich niederländischen Akademie der Wissenschaften und zu einem anderen Zeitpunkt  Mitglied der Gesellschaft der niederländischen Literatur in Leiden. Am 19. September 1877 berief man ihn  zum Professor für Altgermanisch und Angelsächsisch an die Universität Leiden.
Diese Aufgabe übernahm er am 22. Oktober 1877 mit der Einführungsrede De Studie van het oud-Germaansch beschouwd in verband met de beoefening van het Nederlandsch aan onze hoogescholen. Als Sprachdidaktiker wurde er Autor einer großen Zahl von Hochschulbüchern für den Unterricht der niederländischen Sprache an Gymnasien und den höheren Bürgerschulen. Unter dem Einfluss von Matthias de Vries wurde er sehr produktiv in der niederländischen Lexikographie, in der historischen Sprachwissenschaft und der philologischen Textkritik. Zudem beteiligte er sich 1898/99 als Rektor der Alma Mater auch an den organisatorischen Aufgaben der Leidener Hochschule, wozu er am 8. Februar die Rektoratsrede Over angelsaksische poëzie hielt.
Am 17. April 1866 heiratete Cosijn in Zwolle Jacoba Maria Plügger (* um 1839 in Zwolle; † 17. November 1904 in Leiden), die Tochter des Kunstmalers Jacob Plügger (* 6. Dezember 1795 in Enkhuisen; † 10. Februar 1871 in Haarlem) und der Anne Henriëtte Brunner (* 8. Dezember 1804 in Beukelen; † 11. Dezember 1862 in Zwolle). Die Ehe blieb kinderlos.

## Werke (Auswahl)
Er war Mitredakteur vieler in- und ausländischer Fachzeitschriften und Journale. Für einen weitreichenden Überblick siehe B. Symons.
- Commentatio literaria continens Annotatiunculas ad Aristophanis Ranas. Utrecht 1865
- Cacographie ten gebruike bij het middelbaar onderwijs. Haarlem 1866, 3. Aufl. 1880
- Vergelijkende spraakleer der Nederlandsche, Hoogduitsche en Engelsche talen (vormleer), voor schoolgebruik bewerkt. Haarlem 1866
- Nederlandsche spraakkunst.  1867 2. Bde., (Etymologie) (Syntaxis); 2. Aufl. 1869 (1. Bd. Online); 6. Aufl. 1881, 7. Aufl. 1886, 8. Aufl. 1892
- Oefeningen bij de Nederlandsche spraakkunst. Haarlem 1868; 5. Aufl. 1881; 6. Aufl. 1885; 7. Aufl. 1894
- Beknopte Nederlandsche Spraakkunst. Haarlem 1870; 7. Aufl. 1894
- Eenige taal- en natuurk. ontdekkingen van dr. J. van Vloten beoordeeld. Haarlem 1871
- H. J. van Dale, Zinsontleding. Een handboekje voor onderwijzers en leerlingen, 2e druk, herzien en met een voorbericht van P.J. Cosijn. Schoonhoven 1873; 3. Aufl. 1877
- De Oudnederlandsche Psalmen. Haarlem 1873
- Kurzgefasste altwestsächsiche Grammatik. Leiden 1881 (1. Bd. Die Vocale der Slammsilben. ). 2. Aufl.. 1. Theil: Die Lautlehre; 2. Theil: Die Flexionslehre. Leiden 1893
- Altwestsächsische Grammatik. Den Haag 1883 (Erste Hälfte: Lautlehre); Den Haag 1886 (Zweite Hälfte: Die Flexion), 2. Bde.
- Aanteekeningen op den Béowulf. Leiden 1892
- Over Angelsaksische poëzie. Rede uitgesproken op den 324sten verjaardag der Universiteit te Leiden. Leiden 1899